# Кейм, Теодор
Карл Теодор Кейм (нем. Karl Theodor Keim; 17 декабря 1815, Штутгарт, королевство Вюртемберг, — 17 ноября 1878, Гиссен, Германская империя) — немецкий протестантский богослов.
Сын старшего учителя в гимназии. Вырос в Штутгарте, затем изучал философию в Тюбингенском университете у Якоба Фридриха Райфа, занимался также древневосточными языками под руководством Генриха Эвальда. Был профессором в Цюрихе и Гиссене. Его главные сочинения: «Schwabische Reformationsgeschichte bis zum Reichstag von Augsburg» (Тюб., 1855); «Ambrosius Blarer, der schwäb. Reformator» (Штутг., 1860); «Der Uebertritt Konstantins d. Gr. zum Christentum» (Цюр., 1862); «Aus dem Urchristentum» (Б., 1881); «Geschichte Jesu von Nazara» (Цюрих, 1867—1872); «Geschichte Jesu für weitere Kreise übersichtlich erzählt» (Цюр., 2 изд. 1874) .